# クリスタ長堀
クリスタ長堀（クリスタながほり）は、大阪市中央区南船場にある長堀通の地下街である。

## 位置
大阪市の中心部を通る、長堀通の四つ橋筋から堺筋までの全長860m（うち地下街は730m）の部分の地下にある心斎橋周辺地下街で、延床面積は81,765m2。住居表示は大阪市中央区南船場二丁目長堀地下街1号〜2号、南船場三丁目長堀地下街3号〜5号、南船場四丁目長堀地下街6号〜8号。

## 規模

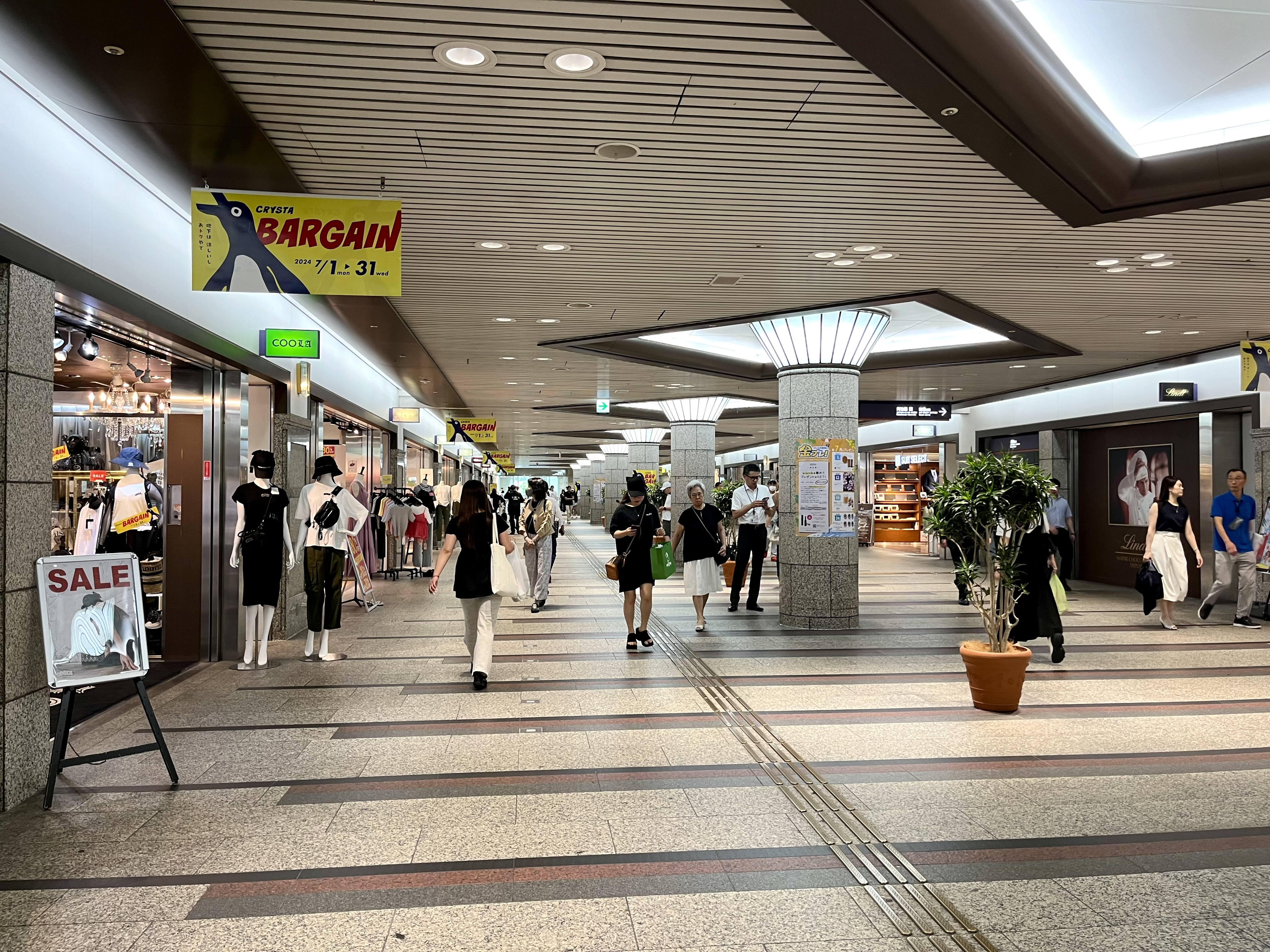
地下街

店舗面積（SC面積共＝商業小売店など）は9500m2であり、テナント数102、駐車台数1030台である。

### 地下街面積
延床面積8万1765m2は、単体地下街面積日本一（2010年時点）。
この日本一というのは、単独地下街として、大規模小売店舗法（現在の立地法）などで届け出た面積が最大ということである。接続の地下街はなく、他の地下街との面積を合算したものではない。

## 沿革
- 1991年（平成3年）12月 - 長堀通改造計画の調査・検討開始。
- 1992年（平成4年）5月20日 - 大阪市 (42.1%) のほか29社の出資により、第三セクターの大阪長堀開発株式会社（後のクリスタ長堀株式会社）を設立。
- 1997年（平成9年）5月 - 地下鉄長堀鶴見緑地線全線開業とほぼ同時に、「クリスタ長堀」開業。
- 2000年（平成12年）3月 - 大阪長堀開発株式会社が、クリスタ長堀株式会社に商号変更。
- 2001年（平成13年）2月 - クリスタ長堀株式会社が、経営改善計画を策定。
- 2004年（平成16年）11月1日 - クリスタ長堀株式会社が、経営破綻状態となり、大阪地方裁判所に特定調停の申し立て。
- 2005年（平成17年）6月28日 - 特定調停が成立。以後、順調に経営している。
- 2022年（令和4年）5月 - 開業25周年。

## 運営会社
クリスタ長堀株式会社。1992年に大阪市などの第三セクターとして設立したが、2004年11月1日に特定調停を申し立てた。2023年3月末の長期借入金残高は約150億円である。
旧長堀川を埋め立てていたが、地下鉄長堀鶴見緑地線を建設するに当たり、一体化した地下街を建設した。心斎橋筋と交差する東西に長い立地は、特に堺筋側で集客力に欠け、開業当初より苦しい運営であった。その後、経営再建に取り組んだ結果、2005年度に初めて黒字を計上。以後、毎期利益計上している。

## 交通機関
- Osaka Metro 心斎橋駅・長堀橋駅・四ツ橋駅
- 大阪シティバス 心斎橋停留所下車（Osaka Metro 今里駅から85系統乗車、昼間のみ運行）